# 北貝里奇 (加利福尼亞州)
北貝里奇（英語：North Belridge）是位於美國加利福尼亞州克恩縣的一個非建制地區。該地的面積和人口皆未知。

## 地理
北貝里奇的座標為35°32′47″N 119°47′26″W / 35.54639°N 119.79056°W，而該地的平均海拔高度為193米（即633英尺）。